# Parque nacional de Kelimutu
El parque nacional de Kelimutu (en indonesio, Taman Nasional Kelimutu) es un parque nacional situado en la isla de Flores, Islas menores de la Sonda orientales. Compreende una región con colinas y montañas, con el monte Kelibara (1.731 m s. n. m.) como su pico más alto. El monte Kelimutu, que tiene tres lagos coloridos, se encuentra también en este parque nacional. Esta atracción natural es un destino turístico. 
Algunas especies de plantas en peligro están protegidas en este parque nacional son: Toona spp., Anthocephalus cadamba, Canarium spp.,  Diospyros ferra, Alstonis scholaris, Schleichera oleosa, Casuarina equisetifolia y Anaphalis javanica.
Algunos animales en peligro también se encuentran aquí, como por ejemplo: sambar de Java, jabalí sp., gallo bankiva, Elanus sp. y drongo sp. (Dicrurus sulphurea).
Los cuatro mamíferos endémicos en el parque incluyen dos roedores de montaña: Bunomys naso y Rattus hainaldi).
En esta zona, hay también un arboretum, una minijungla (4,5 ha) que representa la biodiversidad de flora del parque nacional de Kelimutu . El arboterum está formado por 78 tipos de plantas arbóreas que se agrupan en 36 familias. Algunas de las colecciones de flora endémica de Kelimutu son "uta onga" (Begonia kelimutuensis), "turuwara" (Rhododendron renschianum), y "arngoni" (Vaccinium varingiaefolium).